# Institut national des langues et civilisations orientales
Institut national des langues et civilisations orientales (INALCO), o universitate franceză specializată în predarea limbilor și culturilor lumii. Acoperirea sa acoperă limbile din Europa Centrală, Africa, Asia, America și Oceania.
Numele Langues O' este numele Școlii Speciale, apoi cea regală, apoi cea imperială, apoi generațiile naționale de studenți în limbile estice ale Parisului, care și-a luat numele actual în 1971. Printre ei sunt mulți profesori. - cercetători, lingviști și diplomați.